# Egmont (Carmelo Bene)
L'Egmont (un ritratto di Goethe) è uno spettacolo teatrale e sinfonico del 1983, diretto e interpretato da Carmelo Bene, con musiche adattate di Beethoven, dirette dal maestro Francesco Siciliani.

## Edizioni
Teatro:
- Egmont, un ritratto di Goethe. Elaborazione per concerto e voce solista. Con B. Lerici. Musiche di Beethoven. Direttore d'orchestra: Gerd Albrecht. Orchestra e coro dell'Accademia di Santa Cecilia. Roma, Accademia di Santa Cecilia (30 giugno 1983).

Radio:
- 1983 – Egmont; da Goethe – Beethoven